# Кефалотири
Кефалотири (на гръцки: κεφαλοτύρι) е сирене от козе или овче мляко, което се прави в Гърция и Кипър . В Гърция се прави от стотици години и е едно от най-популярните гръцки сирена.

## История
Произходът на „кефалотири“ се отнася към времето на Византийската империя.

## Характеристика
Кефалотири е твърдо сирене, което се прави на цилиндрични пити с диаметър 25 – 50 см., с плътна маса и твърда кора. То е с жълтеникав цвят, със сладък вкус и е леко солено. Цветът на „кефалотири“ варира в зависимост от съотношението на овче и козе мляко и в зависимост от сезона. През определено време сиренето може да бъде почти бяло, по друго време на годината – с богат златисто-жълт цвят. Сиренето има приятен характерен аромат и притежава висока хранителната стойност. Богато е на белтъчини, калций и витамини А, D и Е и хранителни вещества.

## Производство
За производството на сирене „кефалотири“ могат да бъдат използвани само овче и козе мляко. Тези млека са различни от кравето, имат по остър вкус, който придава на сиренето особено пикантен вкус. Млякото се пастьоризира при 72 °C и се оставя да изстине до температура, благоприятна за ферментирането. Заквасеното количество се разделя на порции от 10-15 кг, поставя се в специални форми, в които се притиска и след това се поставя в помещения за узряване при температура 16-18 °C, влажност 85-90 % за период около 45-60 дни. След узряването на сиренето, то се съхранява при температура 6-10 °C.

## Употреба
На вкус „кефалотири“ леко напомня за Грюер, но гръцкото сирене и по твърдо и по солено. Кефалотири се използва в много рецепти за приготвяне на различни видове пай, салати и сандвичи; може да бъде настъргано, запечено или да се използва като добавка към ястия от спагети, месо и зеленчуци. Кефалотири, което е съзрявало 1 и повече години и по сухо и с наситен вкус и обикновено се консумира като мезе заедно с узо.